# Anestetyki
Anestetyki, środki znieczulające – leki do znieczulenia ogólnego lub miejscowego. Ich działanie polega na odwracalnym hamowaniu przewodnictwa nerwowego, a w przypadku znieczulenia ogólnego także zmniejszaniu aktywności siatkowo-korowej. Stosowane są wziewnie lub dożylnie podczas operacji, w celu zniesienia bólu, świadomości, odruchów, a także wywołania niepamięci.
Dziedzina medycyny zajmująca się anestetykami to anestezjologia.